# 통계 의미론
통계 의미론(Statistical semantics)은 언어학에서 이상적으로는 비지도 학습을 통해 정보 검색 목적에 최소한 충분한 정밀도로 단어나 구문의 의미를 결정하는 문제에 통계 방법을 적용한다.

## 역사
통계 의미론이라는 용어는 워렌 위버(Warren Weaver)가 기계 번역에 관한 그의 유명한 논문에서 처음 사용했다. 그는 기계 번역에 대한 단어 의미 명확화는 주어진 대상 단어 근처의 문맥 단어의 동시 발생 빈도에 기초해야 한다고 주장했다. 존 루퍼트 퍼스는 "단어는 그것이 유지하는 회사에 의해 특징지어진다"는 기본 가정을 옹호했다. 이 가정은 언어학에서 분포 가설로 알려져 있다. 에밀 델라베네이(Emile Delavenay)는 통계 의미론을 "단어의 의미와 그 빈도 및 재발 순서에 대한 통계적 연구"로 정의했다. 퍼나스(Furnas, 1983) 등은 통계 의미론에 대한 근본적인 기여로 자주 인용된다. 해당 분야의 초기 성공은 잠재 의미 분석이었다.

## 같이 보기
- 전산언어학
- 정보 검색
- 잠재 의미 분석
- 자연어 처리
- 말뭉치
- 텍스트 마이닝